# غرسة مغايرة
ألوبلانت هي مادة حيوية تجريبية ومعالَجة كيميائيًا، تُستخدم في عمليات الزرع. وهي مصنوعة في المقام الأول من لحوم الأجساد البشرية الميتة. ويخضع النسيج المأخوذ من اللحم البشري الميت إلى التعقيم المُشع وتتم حاليًا دراسته لمعرفة إمكانية تجدد أنسجة المُتلقّي. ولقد رفض المجتمع الطبي العام هذا المفهوم.

## استخدام الألوبلانت في زراعة العين
يُعد الجراح الروسي إرنست مولداشيف المدافع الرئيسي عن استخدام مواد الألوبلانت. ففي عام 2000، ادّعى أنه نجح في زراعة عين بشرية لامرأة عمياء باستخدام قرنية وشبكية مأخوذتين من جسد بشري ميت بالاستعانة بالألوبلانت.
أجريت هذه العملية بعد أن قام مولداشيف وزملاؤه برحلة إلى التبت. فوفقًا لمولداشيف، أعطته هذه الرحلة البحرية فهمًا فطريًا غير مسبوق لبعض الأفكار والمفاهيم الدنيوية. وادعى أنه شهد ظواهر خارقة تتضمن «المرايا الزمنية» بحثًا عن «عمالقة» سالفين.

### ردود الأفعال
رفض المجتمع العلمي والطبي هذا الادعاء على نحوٍ موسع. وعلى الرغم من تجنّب استخدام مصطلح "الدجَّل"، أكد الأطباء الذين أجرت معهم صحيفة الغارديان (The Guardian) البريطانية حديثًا صحفيًا أن عمليات الزرع هذه مستحيلة طبيًا ولا تدعمها أدلة طبية موثقة. وعلى الرغم من ذلك، تدعي المريضة المعنية في هذ الصدد أنه قد نمت لديها القدرة على تمييز الأشكال والألوان والحروف بعينها المزروعة.